# Album al numero uno della classifica FIMI nel 1996
La presente lista elenca gli album che hanno raggiunto la prima posizione nella classifica settimanale italiana Artisti, stilata durante il 1996 dalla Federazione Industria Musicale Italiana, in collaborazione con Nielsen.
| Settimana    | Settimana    | Album                                   | Artista               | Settimane consecutive | Settimane totali | Fonte         |
| Inizio       | Fine         | Album                                   | Artista               | Settimane consecutive | Settimane totali | Fonte         |
| ------------ | ------------ | --------------------------------------- | --------------------- | --------------------- | ---------------- | ------------- |
| 28 dicembre  | 3 gennaio    | Something to Remember                   | Madonna               | 1                     | 3                | [ 1 ]         |
| 4 gennaio    | 10 gennaio   | Prendilo tu questo frutto amaro         | Antonello Venditti    | 1                     | 3                | [ 2 ]         |
| 11 gennaio   | 17 gennaio   | Something to Remember                   | Madonna               | 1                     | 3                | [ 3 ]         |
| 18 gennaio   | 24 gennaio   | Lorenzo 1990-1995                       | Jovanotti             | 1                     | 1                | [ 4 ]         |
| 25 gennaio   | 31 gennaio   | Nessun pericolo... per te               | Vasco Rossi           | 3                     | 3                | [ 5 ]         |
| 1º febbraio  | 7 febbraio   | Nessun pericolo... per te               | Vasco Rossi           | 3                     | 3                | [ 6 ]         |
| 8 febbraio   | 14 febbraio  | Nessun pericolo... per te               | Vasco Rossi           | 3                     | 3                | [ 7 ]         |
| 15 febbraio  | 21 febbraio  | Spirito DiVino                          | Zucchero Fornaciari   | 1                     | 5                | [ 8 ]         |
| 22 febbraio  | 28 febbraio  | The Ghost of Tom Joad                   | Bruce Springsteen     | 1                     | 1                | [ 9 ]         |
| 29 febbraio  | 6 marzo      | Greatest Hits (1985-1995)               | Michael Bolton        | 1                     | 1                | [ 10 ]        |
| 7 marzo      | 13 marzo     | Mercury Falling                         | Sting                 | 2                     | 2                | [ 11 ]        |
| 14 marzo     | 20 marzo     | Mercury Falling                         | Sting                 | 2                     | 2                | [ 12 ]        |
| 21 marzo     | 27 marzo     | Greatest Hits                           | Take That             | 1                     | 1                | [ 13 ]        |
| 28 marzo     | 3 aprile     | Eat the Phikis                          | Elio e le Storie Tese | 4                     | 4                | [ 13 ]        |
| 4 aprile     | 10 aprile    | Eat the Phikis                          | Elio e le Storie Tese | 4                     | 4                | [ 14 ] [ 15 ] |
| 11 aprile    | 17 aprile    | Eat the Phikis                          | Elio e le Storie Tese | 4                     | 4                | [ 6 ]         |
| 18 aprile    | 24 aprile    | Eat the Phikis                          | Elio e le Storie Tese | 4                     | 4                | [ 6 ]         |
| 25 aprile    | 1º maggio    | To the Faithful Departed                | Cranberries           | 2                     | 2                | [ 16 ]        |
| 2 maggio     | 8 maggio     | To the Faithful Departed                | Cranberries           | 2                     | 2                | [ 6 ]         |
| 9 maggio     | 15 maggio    | Dove c'è musica                         | Eros Ramazzotti       | 16                    | 16               | [ 6 ]         |
| 16 maggio    | 22 maggio    | Dove c'è musica                         | Eros Ramazzotti       | 16                    | 16               | [ 6 ]         |
| 23 maggio    | 29 maggio    | Dove c'è musica                         | Eros Ramazzotti       | 16                    | 16               | [ 6 ]         |
| 30 maggio    | 5 giugno     | Dove c'è musica                         | Eros Ramazzotti       | 16                    | 16               | [ 6 ]         |
| 6 giugno     | 12 giugno    | Dove c'è musica                         | Eros Ramazzotti       | 16                    | 16               | [ 6 ]         |
| 13 giugno    | 19 giugno    | Dove c'è musica                         | Eros Ramazzotti       | 16                    | 16               | [ 6 ]         |
| 20 giugno    | 26 giugno    | Dove c'è musica                         | Eros Ramazzotti       | 16                    | 16               | [ 6 ]         |
| 27 giugno    | 3 luglio     | Dove c'è musica                         | Eros Ramazzotti       | 16                    | 16               | [ 6 ]         |
| 4 luglio     | 10 luglio    | Dove c'è musica                         | Eros Ramazzotti       | 16                    | 16               | [ 6 ]         |
| 11 luglio    | 17 luglio    | Dove c'è musica                         | Eros Ramazzotti       | 16                    | 16               | [ 6 ]         |
| 18 luglio    | 24 luglio    | Dove c'è musica                         | Eros Ramazzotti       | 16                    | 16               | [ 6 ]         |
| 25 luglio    | 30 luglio    | Dove c'è musica                         | Eros Ramazzotti       | 16                    | 16               | [ 6 ]         |
| 1º agosto    | 7 agosto     | Dove c'è musica                         | Eros Ramazzotti       | 16                    | 16               | [ 6 ]         |
| 8 agosto     | 14 agosto    | Dove c'è musica                         | Eros Ramazzotti       | 16                    | 16               | [ 6 ]         |
| 15 agosto    | 21 agosto    | Dove c'è musica                         | Eros Ramazzotti       | 16                    | 16               | [ 6 ]         |
| 22 agosto    | 28 agosto    | Dove c'è musica                         | Eros Ramazzotti       | 16                    | 16               | [ 17 ]        |
| 29 agosto    | 4 settembre  | Prendere e lasciare                     | Francesco De Gregori  | 1                     | 1                | [ 18 ]        |
| 5 settembre  | 11 settembre | Canzoni                                 | Lucio Dalla           | 2                     | 9                | [ 19 ]        |
| 12 settembre | 18 settembre | Canzoni                                 | Lucio Dalla           | 2                     | 9                | [ 20 ]        |
| 19 settembre | 25 settembre | Anime salve                             | Fabrizio De André     | 1                     | 1                | [ 21 ]        |
| 26 settembre | 2 ottobre    | Canzoni                                 | Lucio Dalla           | 7                     | 9                | [ 22 ]        |
| 3 ottobre    | 9 ottobre    | Canzoni                                 | Lucio Dalla           | 7                     | 9                | [ 23 ]        |
| 10 ottobre   | 16 ottobre   | Canzoni                                 | Lucio Dalla           | 7                     | 9                | [ 24 ]        |
| 17 ottobre   | 23 ottobre   | Canzoni                                 | Lucio Dalla           | 7                     | 9                | [ 25 ]        |
| 24 ottobre   | 30 ottobre   | Canzoni                                 | Lucio Dalla           | 7                     | 9                | [ 26 ]        |
| 31 ottobre   | 6 novembre   | Canzoni                                 | Lucio Dalla           | 7                     | 9                | [ 6 ]         |
| 7 novembre   | 13 novembre  | Canzoni                                 | Lucio Dalla           | 7                     | 9                | [ 27 ]        |
| 14 novembre  | 20 novembre  | D'amore di morte e di altre sciocchezze | Francesco Guccini     | 1                     | 1                | [ 28 ]        |
| 21 novembre  | 27 novembre  | The Best of Zucchero                    | Zucchero Fornaciari   | 6                     | 8                | [ 29 ]        |
| 28 novembre  | 4 dicembre   | The Best of Zucchero                    | Zucchero Fornaciari   | 6                     | 8                | [ 6 ]         |
| 5 dicembre   | 11 dicembre  | The Best of Zucchero                    | Zucchero Fornaciari   | 6                     | 8                | [ 6 ]         |
| 12 dicembre  | 18 dicembre  | The Best of Zucchero                    | Zucchero Fornaciari   | 6                     | 8                | [ 6 ]         |
| 19 dicembre  | 25 dicembre  | The Best of Zucchero                    | Zucchero Fornaciari   | 6                     | 8                | [ 6 ]         |

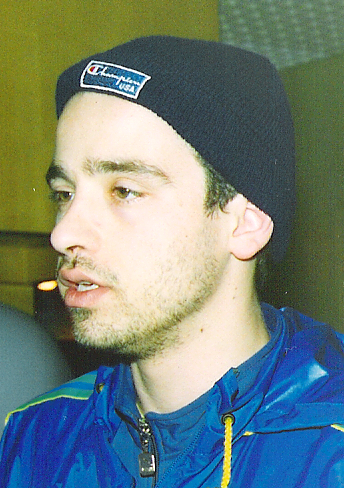
Eros Ramazzotti dominò la classifica italiana album nel 1996 con Dove c'è musica

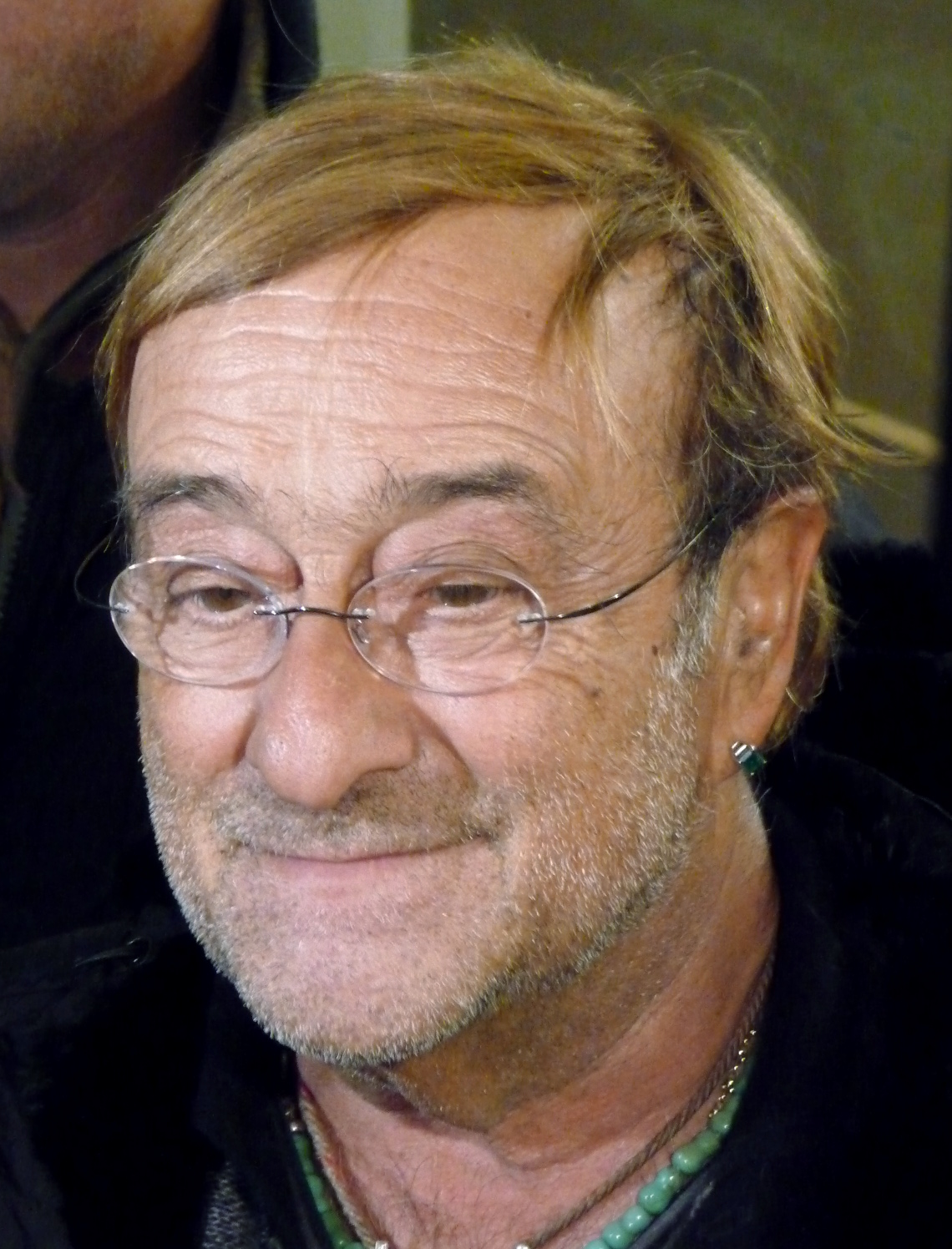
Lucio Dalla rimase nove settimane alla posizione numero 1 degli album più venduti con Canzoni

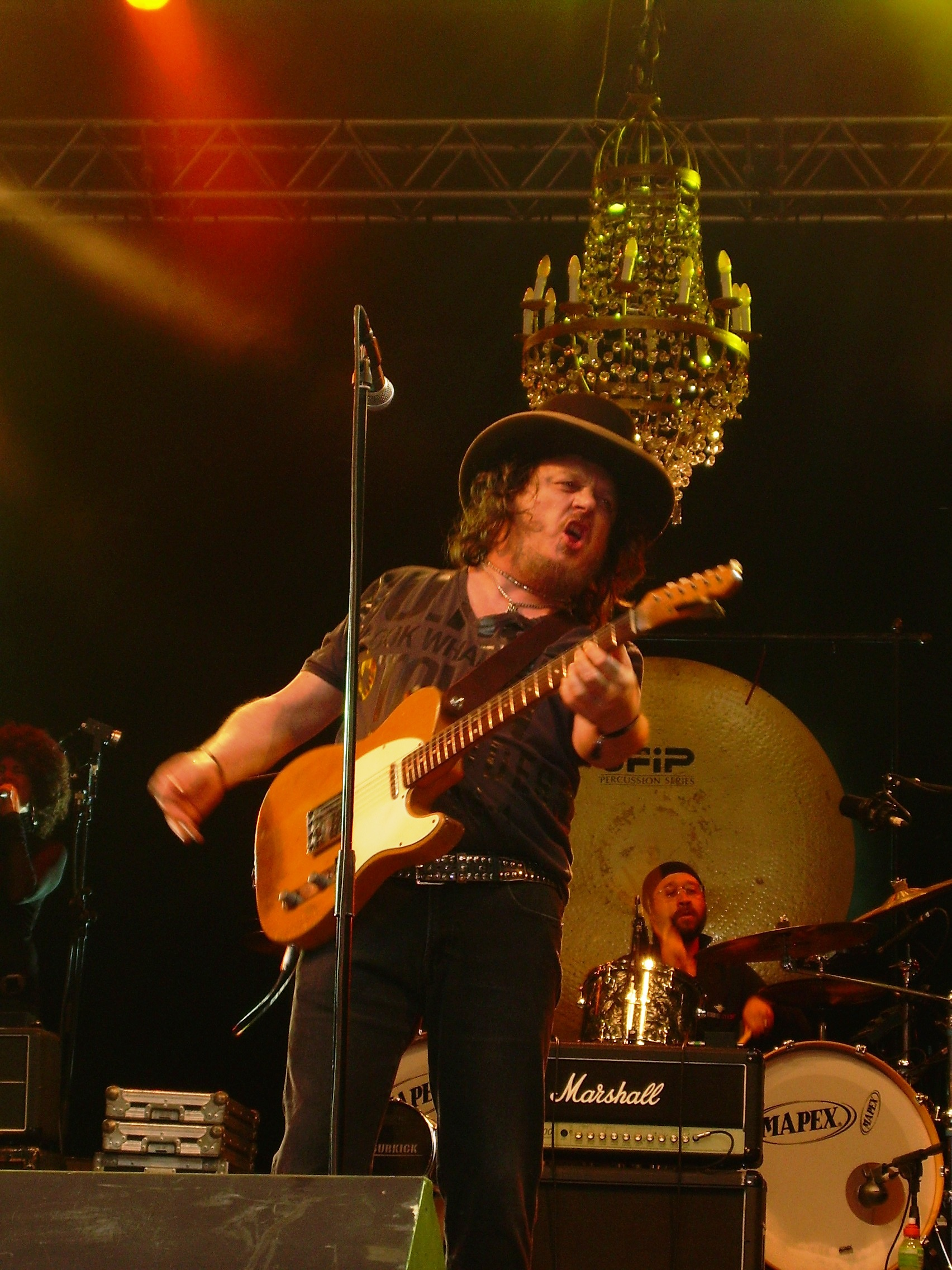
Zucchero Fornaciari rimase otto settimane alla posizione numero 1 degli album più venduti con la sua raccolta The Best of Zucchero

L'album che ha passato più tempo nel 1996 in cima alla classifica di vendita è Dove c'è musica di Eros Ramazzotti (16 settimane consecutive).